# Agrárközgazdasági Intézet
Az Agrárközgazdasági Intézet (korábban Agrárgazdasági Kutató Intézet), rövidítve AKI Magyarország legjelentősebb agrárökonómiai szellemi bázisa. Az agrártárca háttérintézményeként működő Intézet hosszú évtizedek óta Magyarország legjelentősebb agrárközgazdasági adatbázisokkal és szakpolitikai tapasztalattal rendelkező, köz- és állami feladatokat ellátó kutató- és tudásközpontja. Az Intézet egyik legfontosabb feladata a magyar agrár- és vidékpolitika döntéshozói számára javaslatok kidolgozása, a javaslatok korszerű módszerekre támaszkodó kutatásokkal történő megalapozása, különös tekintettel az Európai Unió Közös Agrárpolitikájának magyarországi alkalmazására és végrehajtására. A munkatársak többsége kutatási feladatokat lát el vagy nemzetgazdasági szempontból jelentős információszervező és elemző munkát végez. Ügyvezető igazgató dr. Goda Pál.

## Története
Az intézetet 1954-ben alapították, amikor is a Földművelésügyi Minisztérium (FM) felügyelete alatt megalakult az egyik közvetlen jogelőd, a Mezőgazdasági Szervezési Intézet, majd néhány hónappal később a másik, az Állami Gazdaságok Üzemszervezési Kutató Intézete.
Ezzel párhuzamosan, a Magyar Tudományos Akadémia (MTA) égisze alatt jött létre a martonvásári intézet egyik osztályából az MTA Üzemtanulmányi Csoportja, amely gyors növekedésnek indult, s előbb Mezőgazdasági Üzemtani Intézet, majd 1962-től MTA Agrárgazdasági Kutató Intézet néven működött. Feladata a költség- és jövedelemszámítás, illetve ennek elmélete és a kapcsolódó háttéradatbázis kialakítása volt. Ez az intézmény az agrárökonómia alapkérdéseivel kezdett el foglalkozni, s gyorsan megszervezte a parasztgazdaságokra kiterjedő, az akkori szóhasználat szerint „üzemi számtartást”.
Az 1960-as évek elejének fontos tudománytörténeti eseménye volt az MTA Agrárgazdasági Kutató Intézete és más egyetemi, illetve kutatóhelyek Keszthelyen rendezett konferenciája, amely lényegében utat nyitott a kor haladó agrárgazdasági kutatásainak, mindenekelőtt az amerikai iskolák felé. A már világhírű Earl O. Heady professzor meghívása és részvétele, majd számára az MTA tiszteleti tagság adományozása egyúttal sok magyar kutatónak lehetővé tette amerikai ösztöndíjak megpályázását és tanulmányutakon való részvételt. A matematikai módszerek alkalmazásában ekkor a magyar kutatók az európai élvonalba kerültek.
A harmadik elődszervezet az FM által 1962-ben létrehozott Statisztikai és Számítástechnikai Igazgatóság (STASZIG), amely az agrártárca önálló statisztikai adatbázis megteremtésére és a kor követelményeihez fölzárkózó számítástechnikai háttér megalapozására törekedett.
1965-ben az FM (később MÉM) kutatási feladatokat ellátó intézetei és az MTA felügyelte kutatóintézetek egyesültek, és létrejött az Agrárgazdasági Kutató Intézet (AKI).
1969-ben megalapították a MÉM Statisztikai és Gazdaságelemző Központot (STAGEK), amelyben a STASZIG és az AKI Gazdasági Osztályának kapacitásai egyesültek, és ahol 25 éven át folytak az agrárközgazdasági kutatások.
1982-ben beolvadt az AKI-ba az Élelmiszeripari Gazdaságkutató Intézet, s ezzel az agrártermelés egészét átfogó intézmény jött létre. Majd egy újabb évtized elteltével, 1992-ben egyesítették az AKI-t és a STAGEK-et Agrárgazdasági Kutató és Informatikai Intézet (AKII) néven. Az egyesítéssel az információs bázis és a kutatás egy intézménybe került. 2004-ben az intézet neve Agrárgazdasági Kutató Intézetre (AKI) változott.
Az intézet rövid ideig a Nemzeti Agrárkutatási és Innovációs Központ szervezetén belül működött (2019. május 1. – 2021. január 31.) NAIK Agrárgazdasági Kutatóintézet néven, melyből később kivált, és azóta önálló szervezetként, Agárközgazdasági Intézet néven folytatja tevékenységét.

### Vezetők
- Erdei Ferenc (1957–1970)
- Márton János (1970–1985)
- Csendes Béla (1986–1991)
- Harza Lajos (1991–1996)
- Udovecz Gábor (1997–2000, 2002–2011)
- Kapronczai István (2000–2002, 2011–2015)
- Juhász Anikó (2015–2018)
- Kemény Gábor (2018–2019)
- Goda Pál (2019–)

## Feladatai
Az intézet két fő tevékenységi területe a szakpolitikai döntéstámogatás és a kutatás, illetve az információs rendszerek működtetése.

### Stratégiai kutatási területek
Környezeti kihívások: alkalmazkodás az éghajlatváltozáshoz; fenntartható agrárgazdasági hatékonyság és termelékenység; fenntartható vízgazdálkodás környezeti és gazdaságossági feltételei; biodiverzitás fenntartásának agrárgazdasági hatásai.
Kockázatkezelés: mezőgazdasági biztosítások; jövedelemstabilizáló eszközök.
Társadalmi kihívások: generációs megújulás; tudásátadás, agrárszakképzés és innováció; munkaerőpiaci folyamatok, munkaerő-mobilitás, migráció.
Döntéstámogató modellezés: AGMEMOD, AKI-SIM, CAPRI.
Élelmiszer-pazarlás és -veszteség: termelés – feldolgozás – kereskedelem – HoReCa kapcsolatrendszere; élelmiszer-pazarlás és -veszteség keletkezése és mérésének módszerei; élelmiszer-veszteség csökkentésének módszerei.
Emissziócsökkentés: emissziócsökkentő takarmányozási stratégiák, technikák és tartás-technológiák; információs rendszerek a mezőgazdasági emissziós leltár fejlesztéséhez.

### Információs rendszerek
A Piaci Árinformációs Rendszer (PÁIR) tevékenységének célja a fontosabb termékpályák (gabona, olajnövény, szója, sertés, szarvasmarha, juh, baromfi, tojás, tej, zöldség-gyümölcs, bor, dohány) egyes fázisaihoz kapcsolódó árak és értékesített mennyiségek gyűjtése az európai uniós rendeletekben foglalt követelmények szerint, valamint a hozzájuk kapcsolódó kiadványok elkészítése és publikálása.
A Tesztüzemi Információs Rendszer (FADN) a magyar árutermelő mezőgazdasági vállalkozások vagyoni, pénzügyi és jövedelmi helyzetét figyeli meg évről évre egy 2100 mezőgazdasági termelőből álló reprezentatív mintán keresztül. A rendszer működtetése az EU-tagországok számára kötelező, de az üzemek adatszolgáltatása önkéntes.
Az Agrárstatisztikai Információs Rendszer (ASIR) elnevezésű elektronikus adatgyűjtő rendszeren keresztül összesen 16 élelmiszeripari, mezőgazdasági és inputanyag-kereskedelmi témájú OSAP-adatgyűjtést bonyolítunk le, több mint 10 ezer adatszolgáltatóval állunk kapcsolatban. Az Intézet a Hivatalos Statisztikai Szolgálat tagjaként, az Országos Statisztikai Adatfelvételi Program (OSAP) keretén belül végzi statisztikai adatgyűjtési és adatfeldolgozási tevékenységét.
A Halárak Lekérdező Felülete (HALár) keretein belül az Intézet havi adatgyűjtést végez a főbb haltermékek (élő ponty, a pontyszelet, az afrikaiharcsa- és lazacfilé, a busaszelet és -törzs) fogyasztói áráról a meghatározó kereskedelmi láncoknál és vidéki halas piacokon. Az árakat felhasználóbarát online módon publikálja (táblázatok, grafikonok). Az árgyűjtés célja a hazai halárak alakulásának folyamatos nyomon követése, valamint a piaci szereplők naprakész tájékoztatása.

### Egyéb tevékenységei
- elemző munkák nemzetközi szervezetek (FAO, OECD, WTO) számára
- tudományszervezés az agrárökonómia terén
- az agrár-felsőoktatás segítése
- kutatói utánpótlás-nevelés
- együttműködés külföldi és hazai tudományos műhelyekkel
- információ nyújtása interneten és különböző szakfolyóiratokban

## Kiadványai

### Rendszeres kiadványok
Agrárstatisztikai zsebkönyv
Pénzügyi Hírlevél
Statisztikai jelentések (OSAP-adatgyűjtések)
- Az élelmiszergazdaság külkereskedelme
- Az élelmiszeripari beruházások és pénzügyi mutatók várható alakulása
- Biomassza felhasználás
- Dísznövénytermelés és gyógynövény felvásárlás
- Élelmiszeripari kapacitás-felmérés
- Havi input adatgyűjtés
- Lehalászás
- Mezőgazdasági biztosítások
- Mezőgazdasági gépek forgalma
- Műtrágya értékesítés
- Növényvédő szerek értékesítése
- Öntözés
- Tájékoztató jelentés a nyári, tavaszi, őszi mg. munkákról
- Takarmánygyártás
- Vágóhidak élőállat vágása
- Vetőmagforgalmazás
- MSZR 2021. I előrejelzés (OSAP-on kívüli adatgyűjtés)

Agrárpiaci jelentések
- Baromfi
- Élőállat és hús
- Gabona és ipari növények
- Tej és tejtermék
- Zöldség, gyümölcs és bor

Éves jelentések
- A fontosabb élelmiszeripari termékek költség- és jövedelemadatai
- A fontosabb termékpályák piaci folyamatai
- A főbb mezőgazdasági ágazatok költség- és jövedelemhelyzete
- A mezőgazdasági kockázatkezelési rendszer működésének értékelése
- A Tesztüzemi Információs Rendszer eredményei
- Az élelmiszer-termelés gazdálkodó szervezeteinek pénzügyi helyzete